# 克里斯特爾斯普林斯鎮區 (北達科他州基德縣)
克里斯特爾斯普林斯鎮區（英語：Crystal Springs Township）是位於美國北達科他州基德縣的一個鎮區。

## 地方資料
克里斯特爾斯普林斯鎮區的面積為93.37平方千米，當中陸地面積為91.72平方千米，而水域面積為1.65平方千米。根據2020年美國人口普查的數據，當地共有人口71人，而人口密度為每平方千米0.76人。